# 柏林愛樂廳
柏林愛樂廳（德語：Berliner Philharmonie）是一座位於德國柏林的音樂廳，列名世界百大廳院之一，亦是柏林爱乐乐团的主要表演場地。愛樂廳因其音響效果和建築結構而著名，內部又可分為席位共2,440席的大廳（Großer Saal），以及席位1,180席的室內樂廳（Kammermusiksaal）。

## 地理位置
音樂廳坐落於蒂爾加滕的南緣，前柏林圍牆的西方。

## 建築特色
設計者漢斯·夏隆如此闡述自己的觀念與構想：「將樂團與指揮擺在中央，為的是消除過去臺上與臺下的分隔形態。創造者（樂團）與聆賞者團團聚在一起，使人、音樂與空間建立一個新的關係基礎。」:23舞臺位於大音樂廳的最底部，觀眾席則按梯田式的分佈落於四周，形成所謂的「葡萄園式」。此外天花板也並非平面，而是拔尖的，有如帳篷一般的設計。廳室的設計意在使音響從中央深處擴散，向四面八方傳達至聽眾。在理論上，這樣的席位分佈（與傳統的鞋盒式音樂廳，例如維也納金色大廳）相比，在各位置之間的聽覺感受更能趨向一致。又廳內懸吊由君特·希曼克（Günter Symmank）設計的的球形吊燈，每盞燈都包含72個五角形的多胺形葉，旨在投射出勘比自然光的光芒，對各角落觀眾的視覺刺激也因此而降到最低程度:24。
做為一個現代的演出場地，愛樂廳在硬體方面的設想是當時首屈一指的。包括票房、衣帽間、樂團練習室、辦公室、團員休息室、樂器儲藏室、廣播與唱片錄音室、音樂圖書館等一應具全。大廳右側亦設有管風琴，由徐克（Schuke）公司製造。
在舞臺方面，運用了複雜的機械設計，例如指揮位置前方的升降機可以同時運送二架演奏型鋼琴，整個舞台廣達330平方米的空間，足以製作勋伯格《古雷之歌》（Gurrelieder）這樣的超大型作品。

## 外部連結
- 柏林愛樂廳 360°全景 （页面存档备份，存于）